# Patta (merk)
Patta is een Amsterdams streetwearmerk, opgericht in 2004 in Amsterdam door Edson Sabajo en Guillaume ‘Gee’ Schmidt. Het merk begon als sneakerwinkel en groeide uit tot een internationaal erkend kleding- en lifestylelabel, bekend om zijn eigen collecties, samenwerkingen met grote merken en sterke culturele verankering in muziek en kunst.
Inmiddels heeft het merk vestigingen in Amsterdam, Londen, Milaan en Lagos.

## Geschiedenis

### Sneakerwinkel op Nieuwezijds Voorburgwal (2004-2012)
Patta werd in 2004 opgericht door Edson Sabajo en Guillaume ‘Gee’ Schmidt, die elkaar in de jaren negentig leerden kennen door hun gedeelde liefde voor hiphop. De naam “Patta” betekent “schoen” in het Sranan Tongo, de creoolse taal uit Suriname waarin de twee Amsterdammers hun roots hebben. Vanuit hun eerste winkel aan de Nieuwezijds Voorburgwal in Amsterdam verkochten zij sneakers die in Europa moeilijk verkrijgbaar waren. Hiervoor reisden zij naar steden als New York om exclusieve modellen in te kopen en persoonlijk mee terug te nemen naar Nederland.
Door de snel slinkende voorraad reist het team jaarlijks vier tot vijf keer naar steden als New York, Philadelphia, Los Angeles, Parijs en Tokio om exclusieve sneakers en kleding in te kopen. Met de opening van Patta krijgt streetwear voor het eerst een prominente, fysieke plek in Amsterdam. De winkel wordt al snel een geliefde ontmoetingsplaats voor rappers, dj’s en andere creatieve vrienden van de oprichters en speelt een belangrijke rol in de groei van de lokale streetwearcultuur.
Sommige vrienden vestigden zich zelfs in het pand: zo opende Ben-G een skateshop op de begane grond, richtte Mr Wix een studio in en werkte kunstenaar en designer Piet Parra op de bovenverdieping, waar hij het Patta-logo ontwierp. Dat logo verscheen op kleine oplages T-shirts voor vrienden en familie, die steevast direct uitverkochten en de basis vormden voor de eigen kledinglijn van Patta.

## Vestigingen
Lijst van fysieke vestigingen
- Nieuwezijds Voorburgwal, Amsterdam (2004 - 2012)
- Zeedijk, Amsterdam (2012 - heden)
- Londen, Engeland (2016 - heden)
- Milaan, Italië (2019 - heden)
- Lagos, Nigeria (2024 - heden)